# Monomma ambrense
Monomma ambrense es una especie de coleóptero de la familia Monommatidae.

## Distribución geográfica
Habita en Madagascar.